# Битва на реке Шайо (1132)
Битва на реке Шайо — сражение, произошедшее 22 июля 1132 года во время в борьбе за власть в Венгрии между Белой II Слепым и его двоюродным братом Борисом.
После смерти короля Иштвана II не вся венгерская знать поддерживала его преемника Белу II. Претендент на престол Борис (сын Коломана), не получивший помощи от византийского императора Иоанна II, отправился в Польшу к королю Болеславу III. Когда к нему прибыли послы от представителей венгерской знати, недовольные новым королём Белой, Борис заручился поддержкой Болеслава, пообещав в случае восшествия на престол помочь в создании польско-венгерского альянса против Священной Римской империи. Борис получил от Польши войско, усиленное венграми, недовольными королём Белой, и вторгся в Венгрию летом 1132 года. 
Прежде чем начать сражение со своим соперником, Бела созвал военный совет на реке Шайо, расположенной между Венгрией и Словакией. Он призвал к себе всех знатных феодалов и потребовал, чтобы они признали его единственным законным правителем, а Бориса — бастардом и самозванцем. Всех, кто оказался «нелояльным и неуверенным в своих ответах», казнили. Австрийские князья (сестра Белы была женой Адальберта Благочестивого, сына маркграфа Леопольда III) приняли сторону Белы и прислали свои отряды.
Битва между польско-венгерскими и венгерско-немецко-чешскими войсками произошла 22 июля. Польско-венгерское войско Бориса было разгромлено, а сам он скрылся с поля боя. Поляки понесли большие потери при отступлении.
После этого на протяжении всего правления Белы II Борис не предпринимал попыток захватить трон, хотя его союзник Болеслав заключил с венграми мир только в августе 1135 года.